# David Ducourtioux
David Ducourtioux (Limoges, Francia, 11 de abril de 1978) es un futbolista francés retirado, se desempeñaba como defensa o lateral.

## Clubes
| Club            | País    | Año         | Partidos | Goles |
| SC Bastia       | Francia | 1998 - 2000 | 2        | 0     |
| Stade Reims     | Francia | 2000 - 2002 | 63       | 2     |
| CS Sedan        | Francia | 2002 - 2007 | 155      | 9     |
| Valenciennes FC | Francia | 2007 - 2014 | 218      | 6     |
| Gazélec Ajaccio | Francia | 2014 - 2017 | 73       | 4     |